# HD189394
HD189394 — хімічно пекулярна зоря спектрального класу
B9 й має видиму зоряну величину в смузі V приблизно  8,4.

## Пекулярний хімічний склад
Зоряна атмосфера HD189394 має підвищений вміст 
Si
.